# Dipignano
Dipignano es una localidad italiana de la provincia de Cosenza, región de Calabria, con 4.495 habitantes.

## Evolución demográfica
| Gráfica de evolución demográfica de Dipignano entre 1861 y 2001 |
|                                                                 |
| Fuente ISTAT - Elaboración gráfica por parte de Wikipedia       |